# Koloběh síry
Koloběh síry je biogeochemický cyklus síry. Do značné míry se v něm angažují organismy, které rozkládají či naopak syntetizují různé sirné sloučeniny. Složitost koloběhu síry je dána velkým množstvím oxidačních čísel síry, od -2 do +6.
Hlavním rezervoárem síry je oceán, tento prvek je zde přítomen především ve formě síranů a usazených hornin, jako je sádrovec a pyrit. Do mořské vody se dostávají sírany především díky zvětrávání hornin a sedimentů. Dále se síra vyskytuje v organismech, kde se podílí především na stavbě proteinů (aminokyseliny cystein a methionin nebo metaloproteiny) a koenzymů.

## Průběh

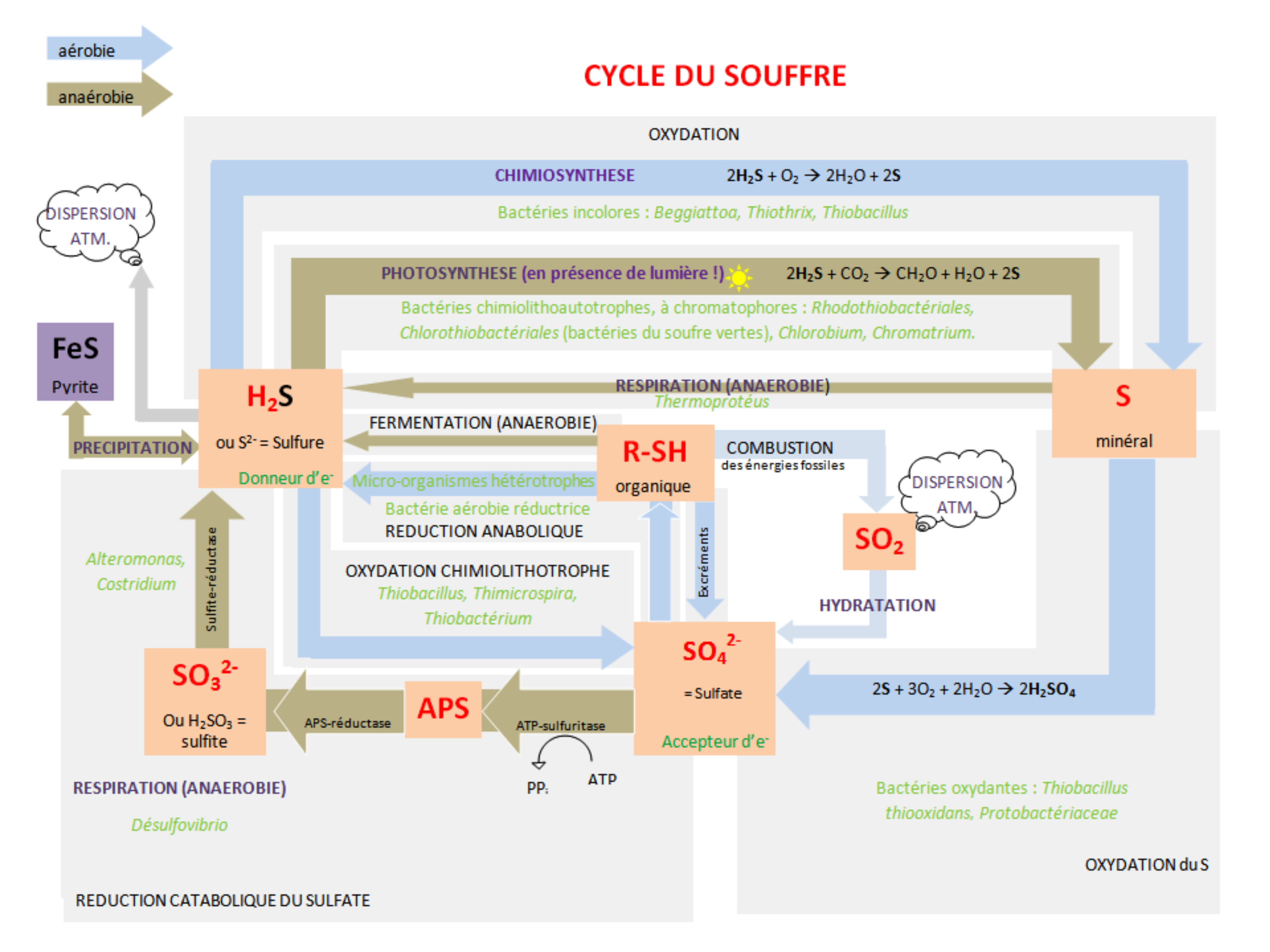
Koloběh síry podrobně (francouzsky)

Celý koloběh se dá rozdělit do několika kroků:
- Asimilace (redukce) síranů a zakomponování do -SH skupin v proteinech;
- vylučování organických sloučenin s obsahem -SH skupin v rámci vylučování odpadních látek, rozkladu těl a následné desulfurylace (vznik sulfanu);
- oxidace sirovodíku chemolitotrofními bakteriemi za vzniku elementární síry a síranů; zároveň anaerobní oxidace sirovodíku a síry anoxygenními fototrofními bakteriemi (purpurové a zelené sirné bakterie)
- rozklad a redukce síranů metodou anaerobního dýchání bakterií

Značnou měrou má na koloběh síry vliv člověk, který produkuje v průmyslu oxid siřičitý (např. při spalování uhlí). Tento plyn může být oxidován v půdě na sírany (toxické pro rostliny) či v atmosféře redukovaný na sulfidy nebo oxidovaný na kyselinu sírovou. Ta je pak složkou kyselého deště.

## Uplatnění mikroorganismů
V koloběhu síry se uplatňuje obrovské množství různých mikroorganismů, které metabolizují tento prvek, zejména však bakterie a v menším měřítku i archea.
- fototrofní oxidace elementární síry: Chlorobi, Chloroflexi (Chloroflexus) a mnohé proteobakterie (např. Rhodobacter, Rhodospirillum, Rhodomicrobium, Rubrivivax, Rhodocyclus, Rhodoferax, Chromatiaceae a Ectothiorhodospiraceae)
- chemolitotrofní oxidace elementární síry: mnohé Aquificae (Aquifex, Persephonella, Sulfurihydrogenibium) a některé proteobakterie (Thiomargarita, Beggiotoa, Thiobacillus, Sulfurimonas, Thiovulum, Paracoccus), také však archea z řádu Sulfolobales a někteří symbionti mnohobuněčných organismů (viz Riftia)
- redukce elementární síry: některé Aquificae (Desulfobacterium, Thermovibrio), grampozitivní Ammonifex, mnohé proteobakterie (Sulfurospirillum, Geobacter, Desulfuromonas), ale i mnohá archea z kmenů Crenarchaeota (Thermoproteales, Desulfurococcales) a Euryarchaeota (Thermococcales, Thermoplasmatales)
- redukce síranů: některé Thermodesulfobacteria (Thermodesulfobacterium, Thermodesulfatator), Firmicutes (Desulfosporosinus, Desulfotomaculum), některé Deltaproteobacteria (Desulfosarcina, Desulfovibrio, Desulfobacter)
- metabolismus síry obsažené v organických látkách: mnohé proteobakterie (Pseudomonas, Alcaligenes, Desulfovibrio), některé metanogenní archea (Methanosarcina)